# Xenorhina macrodisca
Xenorhina macrodisca es una especie de anfibio anuro de la familia Microhylidae.

## Distribución geográfica
Esta especie es endémica de la provincia indonesia de Papua en Nueva Guinea Occidental. Solo se conoce por su holotipo recolectado en la cuenca aguas arriba del río Wapoga a 1070 m de altitud.

## Publicación original
- Günther & Richards, 2005 : Two new tree-dwelling species of the genus Xenorhina from New Guinea (Anura, Microhylidae). Mitteilungen aus dem Museum für Naturkunde in Berlin - Zoologische Reihe, vol. 81, n.º 2, p. 167-176.[6]